# Delaware (Iowa)
Delaware es una ciudad situada en el condado de Delaware, en el estado de Iowa, Estados Unidos. Según el censo de 2010 tenía una población de 159 habitantes.

## Geografía
Según la Oficina del Censo de los Estados Unidos, la localidad tiene un área total de 2,1 km², de los cuales 2,07 km² corresponden a tierra firme y el restante 0,03 km² a agua, que representa el 1,43% de la superficie total de la localidad.

## Demografía
Según el censo de 2010, había 159 personas residiendo en la localidad. La densidad de población era de 75,71 hab./km². Había 85 viviendas con una densidad media de 40,48 viviendas/km². El 99,37% de los habitantes eran blancos y el 0,63% pertenecía a dos o más razas. El 0,63% de la población eran hispanos o latinos de cualquier raza.